# Carmine Abbagnale
Pour les articles homonymes, voir Abbagnale.
Carmine Abbagnale, né le 5 janvier 1962 à Pompei, est un rameur italien.

## Biographie
Carmine, son frère aîné Giuseppe et leur barreur attitré Giuseppe Di Capua sont entraînés par l'oncle des deux frères, Giuseppe La Mura; leur entraînement s'effectue non pas sur un plan d'eau approprié mais en mer, dans la baie de Naples.
Ces trois rameurs ont composé l'équipage du deux barré pratiquement invincible durant 13 années. C'est en 1981, sur le parcours olympique de Munich qu'ils se font remarquer pour la 1e fois en devenant champions du monde, titre qu'ils remportent à six autres reprises, en 1982, 1985, 1987, 1989, 1990 et 1991.
Lors de sa dernière participation à ces championnats du monde, ceux de 1994 à Indianapolis, où son frère Giuseppe n'est pas présent, il est vice-champion du deux barré avec Antonio Cirillo et Gioacchino Cascone comme barreur.
En 1984, aux Jeux olympiques de Los Angeles, les deux frères et leur inséparable barreur obtiennent le titre olympique, devançant le bateau roumain de 5 secondes et 22/100e et quatre années plus tard, aux Jeux de Seoul, ils le conservent, confirmant ainsi leur suprématie. Ils tentent de conquérir un 3e titre consécutif en 1992, aux Jeux de Barcelone mais terminent à la 2e place à seulement 1 seconde et 15/100e du bateau britannique, composé également de deux frères, Greg et Jonathan Searle.
Athlètes d'un sport pourtant peu médiatisé, la notoriété des frères Abbagnale est étonnamment forte dans leur pays et ils sont aussi célèbres que les vedettes du Calcio. Ainsi, en 1982, Stefano Reali a réalisé pour la Rai Uno un film de trois heures retraçant leur carrière, Una Storia italia, avec, en autres, Raoul Bova, Giuliano Gemma.

## Exploits familiaux
Lors des Jeux olympiques de Séoul, en 1988, Agostino le plus jeune de la fratrie Abbagnale remporte également le titre olympique du quatre de couple. Trois frères champions olympiques lors des mêmes Jeux olympiques est, dans l'histoire de ces derniers, un exploit rare.

## Hommage
Le 7 mai 2015, en présence du président du Comité national olympique italien (CONI), Giovanni Malagò, a été inauguré  le Walk of Fame du sport italien dans le parc olympique du Foro Italico de Rome, le long de Viale delle Olimpiadi. 100 tuiles rapportent chronologiquement les noms des athlètes les plus représentatifs de l'histoire du sport italien. Sur chaque tuile figure le nom du sportif, le sport dans lequel il s'est distingué et le symbole du CONI. L'une de ces tuiles lui est dédiée .

## Palmarès

### Jeux olympiques
| Discipline / Année | Los Angeles 1984 États-Unis | Séoul 1988 Corée du Sud  | Barcelone 1992 Espagne       |
| ------------------ | --------------------------- | ------------------------ | ---------------------------- |
| Deux barré         | Or Temps : 7 min 05 s 99    | Or Temps : 6 min 58 s 79 | Argent Temps : 6 min 50 s 98 |

### Championnats du monde
| Discipline / Année | Munich 1981 RFA | Lucerne 1982 Suisse | Duisbourg 1983 RFA | Willebroek 1985 Belgique | Nottingham 1986 Angleterre | Copenhague 1987 Danemark |
| ------------------ | --------------- | ------------------- | ------------------ | ------------------------ | -------------------------- | ------------------------ |
| Deux barré         | Or              | Or                  | Bronze             | Or                       | Argent                     | Or                       |

| Discipline / Année | Bled 1989 Yougoslavie | Lac Barrington 1990 Australie | Vienne 1991 Autriche | Račice 1993 Rép. Tchèque | Indianapolis 1994 États-Unis |
| ------------------ | --------------------- | ----------------------------- | -------------------- | ------------------------ | ---------------------------- |
| Deux barré         | Or                    | Or                            | Or                   | Argent                   | Argent                       |

## Distinctions
: il est fait officier de l'Ordre du Mérite de la République italienne le 15 janvier 1993, à l'initiative du Président de la République.
La Médaille Thomas Keller 1997 lui a été attribuée, conjointement avec son frère Giuseppe, Jana Sorgers et Thomas Lange.

## Sources & références
1. ↑  (it) « Inaugurata la Walk of Fame: 100 targhe per celebrare le leggende dello sport italiano », sur Comitato Olimpico Nazionale Italiano (consulté le 13 avril 2021).
2. ↑  Ufficiale Ordine al Merito della Repubblica Italiana Sig. Carmine Abbagnale, sur le site quirinale.it

- Henri Charpentier - Euloge Boissonnade : 100 ans de Jeux olympiques : Athènes 1896-Atlanta 1996, Éditions France Empire, 1996, p. 570 & 571,  (ISBN 2-7048-0792-2)